# Ciclohexilacetonă
Ciclohexilacetona (acetonilciclohexanul) este un compus organic asemănător fenilacetonei, diferența fiind că aceasta are un nucleu de ciclohexan în loc de unul de benzen. Asemănător sintezei fenilacetonei, ciclohexilacetona poate fi obținută printr-o variantă a reației Friedel-Crafts (reacția Darzens-Nenițescu a cetonelor), care presupune reacționarea ciclohexanului cu cloroacetonă.